# La Cenerentola
Pour l’article homonyme, voir  Gatta Cenerentola.
Personnages
- Don Magnifico, Baron de Montefiascone (basse)
- Angelina, surnommée Cenerentola, fille adoptive de Don Magnifico (contralto)
- Tisbe, fille de Don Magnifico (mezzo-soprano)
- Clorinda, fille de Don Magnifico (soprano)
- Don Ramiro, Prince de Salerno (ténor)
- Dandini, valet de Don Ramiro (baryton)
- Alidoro, tuteur du Prince et philosophe (basse)
- Courtisans, pages, gens de maison et invités au bal

Airs
- « Nacqui all'affanno ... Non piu mesta » (Cenerentola, acte 3)

La Cenerentola est le dernier opéra bouffe composé par Gioachino Rossini pour le public italien. Il s'agit d'un dramma giocoso en deux actes dont le livret est de Jacopo Ferretti, d’après le conte Cendrillon de Charles Perrault. Cet opéra a été créé le 28 janvier 1817 au Teatro Valle de Rome.
Le livret s’inspire librement du conte de Charles Perrault : la belle-mère devient un beau-père, la fée est remplacée par un ange masculin, le prince cherche à apparier un bracelet et non un soulier de verre, et il n’y a pas de citrouille transformée en carrosse.

## Historique

### Création
Rossini doit fournir un opéra au Teatro Valle de Rome pour la saison de carnaval de 1817. La censure ecclésiastique exercée sur le livret initialement choisi en octobre 1816, d'après une comédie libertine française, pousse Rossini et Jacop Ferretti à l'abandonner pour se tourner vers l'histoire de Cendrillon. Plus que du conte de Perrault, Ferretti s'inspire notamment du texte de Charles-Guillaume Étienne pour Cendrillon, œuvre lyrique de Nicolas Isouard créé à l'Opéra-Comique en 1810. 
Le lendemain de Noël 1816, La Cenerentola est presque achevé ; le dramaturge témoignant avoir écrit ses vers en vingt-deux jours et Rossini la musique en vingt-quatre.
La première est un fiasco, bien que les musiciens et chanteurs aient travaillé sans relâche jusqu'à l'épuisement pour être prêts. Quelques représentations plus tard, l'exécution de l'œuvre est à la hauteur du projet de Rossini. Le Teatro Valle est un théâtre relativement modeste, essentiellement consacré à l'opera buffa pour cette raison. L'orchestre y est petit, le chœur pratiquement inexistant, ce qui oblige la compositeur à miser sur le talent des chanteurs, en éliminant tout élément superflu.

### Postérité
La création française a lieu en 1822 au Théâtre italien de Paris.
Composé entre 1894 et 1895, l'opéra de Jules Massenet Cendrillon est créé à l'Opéra-Comique en 1899. 
La Cenerentola entre au répertoire de l'Opéra de Paris sous la direction de Jesús López Cobos, dans une mise en scène de Jacques Rosner, en 1977

## Distribution et créateurs
| Rôles                                                            | Tessitures    | Première, 28 janvier 1817 |
| ---------------------------------------------------------------- | ------------- | ------------------------- |
| Don Magnifico, Baron de Montefiascone, père de Clorinda et Tisbe | basse         | Andrea Verni              |
| Angelina, dite Cenerentola, belle-fille de Don Magnifico         | contralto     | Geltrude Righetti-Giorgi  |
| Tisbe, fille de Don Magnifico                                    | mezzo-soprano | Teresa Mariani            |
| Clorinda, fille de Don Magnifico                                 | soprano       | Caterina Rossi            |
| Don Ramiro, prince de Salerne                                    | ténor         | Giacomo Guglielmi         |
| Dandini, écuyer du prince                                        | baryton       | Giuseppe De Begnis        |
| Alidoro, philosophe, précepteur de Don Ramiro                    | basse         | Zenobio Vitarelli         |

Autres personnages : courtisans, pages, gens de maison et invités au bal.

## Argument

### Sources
Au IIIe siècle, l'historien et orateur Claude Élien retranscrit la légende de Rhodope, l'hétaïre aux pieds nus, avec le motif du soulier comme signe de reconnaissance, qui remonte à l'Égypte antique : celle-ci, une esclave d'origine grecque, se fit voler aux bains une pantoufle par un aigle qui la déposa au pharaon Psammétique II ; ému par la délicatesse de la sandale, fit chercher sa propriétaire afin de l'épouser,.
En 1634-1636, Giambattista Basile publie un recueil de quarante-neuf contes populaires, Il Pentamerone, dans lequel apparaît La Chatte des cendres, une version occidentale de Cendrillon qui inspirera les variantes de Charles Perrault et des Frères Grimm: Aschenputtel, publiée en 1812.
Le conte Cendrillon ou la Petite Pantoufle de verre de Charles Perrault est publiée en 1697.

### Acte I
L'histoire commence un matin en la demeure de Don Magnifico, qui n'est pas aussi riche qu'il le souhaiterait. Clorinda effectue quelques pas de danse tandis que Tisbe s'admire dans le miroir. Les deux sœurs sont en compétition quant à leur beauté et leur charme, mais de façon ridicule, aucune n'étant réellement attirante. Angelina, surnommée Cenerentola, est employée par Magnifico et ses filles comme souillon, et vit un véritable enfer. Elle n'a de cesse de chanter une chanson populaire relatant l'histoire d'un roi cherchant une épouse pour son humanité et non pour son rang et sa beauté, s'attirant les remontrances de ses belles-sœurs.
Le Prince Don Ramiro devant trouver femme, son tuteur Alidoro, l'aide à son insu. Il se fait passer pour un mendiant afin d'estimer l'accueil réservé par les prétendantes au trône. Il se présente chez Don Magnifico et se fait rejeter brutalement par ses filles. Seule Angelina lui offre compassion et assistance, bravant la haine que cela génère chez Clorinda et Tisbe.
Se présentent alors des gens de cour expliquant que Don Ramiro viendra en ces lieux inviter les filles de Don Magnifico à un grand bal destiné à lui permettre de choisir son épouse. Clorinda et Tisbe y voient leur avenir tandis qu'elles continuent de s'en prendre à Cenerentola. Remarquant le mendiant resté là, elles le chassent. Angelina lui dit regretter amèrement de ne pouvoir lui donner d'argent, car il est pauvre et malheureux. Alidoro croit remarquer une personne digne du Prince, et lui répond laconiquement que demain, peut-être, il en sera autrement.
Tout ceci réveille Don Magnifico, qui apparaît dans la pièce en habits de nuit. Il réprimande ses filles, leur expliquant qu'elles ont interrompu un rêve magnifique. Un âne (somaro, dans le texte italien) ailé qui se mettait à voler. Il interprète ce rêve comme une prémonition de bonne fortune. Il est ainsi convaincu que ses filles vont faire un mariage royal et qu'il sera grand-père de rois. Clorinda et Tisbe lui font alors part de la visite des gens de cour, du mariage du Prince et de l'invitation au bal.
Don Magnifico ne se sent plus de joie et tous trois se préparent à l'arrivée du Prince.
Entre alors le valet du Prince. Il s'agit en réalité de Don Ramiro lui-même, mais déguisé en son domestique. Alidoro lui a en effet confié que l'épouse qu'il recherche pourrait vivre ici. Il est seul dans la pièce lorsqu'entre Angelina. Chacun succombe instantanément au charme de l'autre, mais tâche de n'en rien montrer. Angelina en laisse tomber la vaisselle qu'elle tient dans les mains. Mais le faux valet dit vouloir rencontrer les filles de Don Magnifico, et demande à Angelina qui elle est. Bouleversée, elle lui répond qu'elle n'est personne, une simple servante.
Pendant son récit, le Prince en tombe irrésistiblement amoureux. C'est alors que l'on entend les belles-sœurs de Cenerentola lui donner durement des ordres. Elle quitte la pièce et le Prince remarque que même en haillons, elle dégage une réelle beauté.
Puis Dandini, le valet de Don Ramiro, entre en grande pompe. Il est déguisé de façon à se faire passer pour le Prince. Il aide ainsi ce dernier, à sa demande, à trouver l'épouse qu'il recherche. Dandini explique avoir rencontré bon nombre de prétendantes, mais ne pas avoir encore trouvé sa future épouse. Entrent Don Magnifico, Clorinda et Tisbe, agités par cette visite. Le faux Prince courtise les deux sœurs, si bien qu'elles et leur père sont certains de parvenir à le séduire. Dandini en fait un peu trop, si bien que le véritable Prince doit le tempérer discrètement. Ce faisant, Don Ramiro profite de son rôle pour chercher désespérément Angelina du regard, et celle-ci le remarque bien. Le faux Prince explique encore que selon le vœu de son père, il doit se marier ou bien perdre son héritage. Il fait alors accompagner les deux sœurs au bal. Seul Don Ramiro demeure, toujours déguisé en valet.  
Angelina supplie son beau-père de la laisser aller à ce bal, ne serait-ce qu'une heure, mais celui-ci refuse de façon brutale, en présence de Don Ramiro et Dandini et en s'attirant ainsi, sans le savoir, leur mépris. Ils interviennent même afin d'éviter à Angelina d'être battue. Don Magnifico leur explique qu'elle n'est qu'une servante et une moins que rien. Don Ramiro est en rage et parvient difficilement à se contenir. L'ambiance est très tendue.
À ce moment entre Alidoro, cette fois non déguisé en mendiant. Il demande à Don Magnifico de lui présenter sa troisième fille, la liste des demoiselles éligibles à la qualité de prétendantes au trône faisant mention du fait que Don Magnifico a trois filles et non deux. Don Magnifico répond que sa troisième fille est morte. Choquée, Angelina sursaute. Don Magnifico lui dit en aparté de se taire, sans quoi, lui saura la faire taire. Il feint alors la tristesse. Don Ramiro, Alidoro et Dandini acceptent cette explication avec une difficulté non exprimée et s'en vont au bal avec Don Magnifico, laissant Angelina seule.
Peu après, Alidoro, de nouveau grimé en mendiant, rend visite à Angelina et l'invite au bal. Se méprenant sur le sens de ses paroles, Angelina lui répond, humiliée, qu'elle l'a aidé tandis que lui se moque d'elle. Alidoro lui révèle alors sa véritable identité et lui explique que pour elle, plus rien ne sera désormais comme avant. C'est ainsi qu'il l'invite à changer ses haillons pour une tenue d'apparat, tout en lui donnant deux bracelets de cristal, symboles de sa bonté pure et véritable. Arrive le carrosse qui doit la conduire au bal.
Au bal, Dandini et Don Ramiro échangent toujours leurs rôles. Le faux Prince est courtisé par Clorinda et Tisbe et son comportement suggère à chacune qu'elle a sa préférence. Quant à Don Magnifico, on propose à celui-ci de devenir sommelier du Prince, à condition de pouvoir goûter trente vins de la cave tout en demeurant capable de tenir sur ses jambes. Il accepte l'épreuve et la commence sur le champ.
Dandini s'isole un instant avec le Prince. Don Ramiro s'enquiert de l'opinion de son valet quant aux deux sœurs, et ce dernier lui fait part de son opinion très négative, les trouvant vaniteuses et leur reprochant leurs mauvaises manières ainsi que leur esprit méchant. Mais Don Ramiro ignore toujours qu'Angelina est la fille adoptive de Don Magnifico, si bien qu'il ne comprend pas comment Alidoro a pu suggérer d'inviter ses filles au bal.
Tous deux retournent auprès des invités. Le faux Prince prend alors sa décision : ne pouvant les épouser toutes deux, il propose son valet (le réel Prince donc) « en second choix ». Offensées par l'idée d'épouser un serviteur, Clorinda et Tisbe rejettent cette proposition, taxant le faux valet de « très quelconque », de « mal éduqué » et de « vulgaire », ce qui permet à Don Ramiro de conforter son opinion.
Don Magnifico, quant à lui, est parvenu à goûter trente barriques sans être saoul. Il est promu sommelier, et quelques minutes plus tard, s'isolant avec ses filles, s'imagine déjà se levant tard, son lit entouré de gens de cour faisant différentes requêtes. Cela lui fait tourner la tête et divaguer.
Entre Alidoro, qui annonce l'arrivée d'une invitée mystérieuse. Il s'agit d'Angelina, magnifiquement vêtue et voilée de façon à ne pas être reconnue. Clorinda et Tisbe sont vertes de jalousie tant l'arrivée d'Angelina fait sensation parmi le public. Dès qu'elle parle, Don Ramiro est persuadé de connaître cette voix. Dandini lui retire alors son voile, et tous sont en état de choc. Les invités, Dandini, pour sa grâce. Don Ramiro également, mais aussi car il pense la reconnaître, Don Magnifico, ses filles, pour les mêmes raisons. Ces derniers essaient de se convaincre que ce n'est pas elle, qu'il ne s'agit que d'une ressemblance, que Cenerentola est gauche tandis que l'invitée est gracieuse. De plus Clorinda et Tisbe se disent que cette invitée est belle, mais pas autant qu'elles.
Dandini invite alors tous les convives à prendre place au banquet et promet de choisir une épouse durant le bal après souper.

### Acte II
L'ambiance du dîner est très tendue, sans que personne l'exprime à d'autres que soi-même. Don Ramiro est de plus en plus convaincu qu'il s'agit de Cenerentola et s'aperçoit après dîner que Dandini a succombé au charme de l'invitée. Angelina s'en aperçoit également, et déclare au faux Prince ne pas accepter l'idée d'être son épouse, car elle est déjà amoureuse de son valet. Don Ramiro surprend ces mots. Il entre, toujours déguisé en valet, et demande à Angelina si rang et fortune ne l'intéressent pas. Elle lui répond que seuls amour et bonté lui importent. Le Prince lui demande alors si elle sera sienne, et Angelina lui donne l'un de ses bracelets. Elle lui explique qu'il lui faudra la retrouver, et que si à cet instant il l'aime toujours, il l'aura gagnée. Alidoro, témoin de cette scène, se réjouit que tout se déroule si parfaitement.
Angelina quitte le bal. Don Ramiro ordonne qu'un carrosse se tienne prêt pour qu'il puisse commencer la recherche. Il explique la situation à Dandini : le jeu de l'imposture se termine et il reprend son rôle de Prince. Dandini s'en plaint, expliquant qu'il repasse trop rapidement de tout à rien. Mais il demeure fidèle à son Prince. Don Ramiro commence ses recherches, dorénavant en habits princiers.
Entre Don Magnifico. Dandini, toujours vêtu en Prince, lui explique avoir fait son choix, mais ne pas encore le révéler. Don Magnifico le supplie, et Dandini se plaît à se jouer encore un peu de lui. Il finit néanmoins par révéler sa véritable identité de valet et dévoile, non sans plaisir, toute la supercherie. Don Magnifico, furieux, promet que Don Ramiro paiera pour s'être ainsi moqué de lui.
Tard dans la nuit, chez Don Magnifico, Angelina est de nouveau vêtue de haillons. Elle rêve du valet du Prince et chante la chanson populaire qu'elle chantait au début du premier acte. Entrent Don Magnifico et ses filles, de retour du bal. La vue de Cenerentola les rend tous trois très agressifs. Ils vont s'en prendre à elle lorsqu'un orage retentit. Le Baron envoie Angelina préparer le souper. Arrive alors un carrosse, puis entrent Dandini et le Prince, chacun vêtu en accord avec son véritable rôle. Don Magnifico envoie Cenerentola chercher une chaise pour le Prince. Cette dernière est stupéfaite de reconnaître son valet en Prince, tandis que lui reconnaît le bracelet à son poignet. Il lui déclare alors son amour, à la grande contrariété de Don Magnifico et de ses filles. Angelina veut embrasser les siens en signe de pardon, mais ils la repoussent. Ce geste et  d'autres commentaires irritent profondément le Prince qui menace de se mettre réellement en colère. Angelina lui demande de leur pardonner, ce qu'il fait.
La dernière scène se déroule au palais du Prince. Alidoro et les courtisans célèbrent le triomphe de l'amour et de la vertu sur la pusillanimité. Don Magnifico demande enfin pardon, pour lui et pour ses filles, à Angelina. Celle-ci accepte de grand coeur. Les gens de cour célèbrent en chantant le nouveau couple.

## Analyse

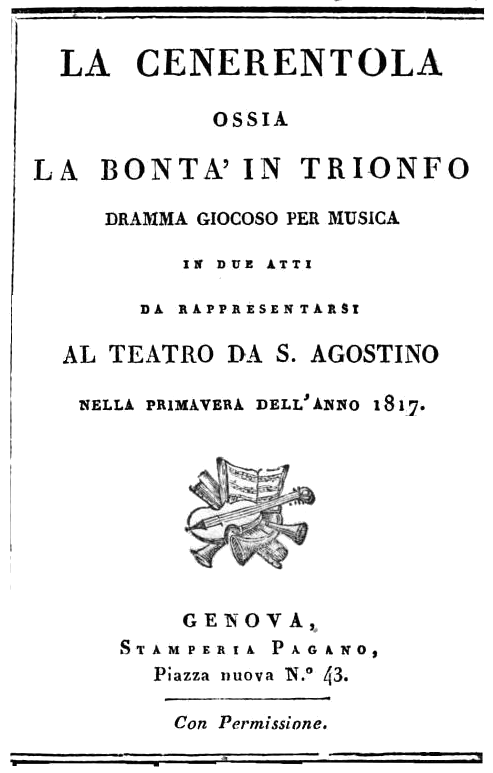
Frontispice de la partition de 1817.

### Variantes du conte de Perrault
Les éléments surnaturels apparaissant dans le conte ne figurent pas dans le livret de Ferretti. Quelques éléments ont également été modifiés. Par exemple, la pantoufle est remplacée par un bracelet afin d'éviter aux actrices de l'époque d'avoir à exhiber pieds et jambes aux yeux du public. La fée est quant à elle remplacée par Alidoro, philosophe et tuteur du Prince Don Ramiro, dont Angelina (Cendrillon) est éprise. Enfin, l'acariâtre belle-mère est remplacée par Don Magnifico, père de Clorinda et Tisbe, qui régente l'environnement familial.
Ferretti a enfin voulu, comme il l'indique dans le sous-titre du livret, montrer que la bonté triomphe, puisqu'à la fin, Cendrillon, au moment de devenir reine, pardonne à son père et à ses deux sœurs de l'avoir traitée de façon si cruelle au fil des années. Ferretti a également introduit des éléments de comédie dans le livret : comique de situation, répliques, jeux entre personnages (Don Magnifico et le faux Prince lorsque ce dernier lui révèle la supercherie, jeu d'inversion des rôles de Prince et de valet, etc.).

### Angelique Cendrillon
Le prénom de Cendrillon tire son origine de la cendre, la jeune fille vivant à proximité de la cheminée. Ce personnage sans frontière est rencontré sous plusieurs déclinaisons, aussi bien en occident qu'en orient.
Dans le livret, l'héroïne est systématiquement appelée Cendrillon, mais le prénom d'Angelina reste fréquemment utilisé et le frontispice de la partition de La Cenerentola nomme ainsi le personnage éponyme. Jacopo Ferretti en explique l'origine dans ses mémoires : envisageant d'intituler son opéra Angiolona, ossia La Bontà in trionfo, il est confronté à la censure du prénom, dans lequel les bien-pensants voient l'évocation d'une femme licencieuse, célèbre de son temps. Ferretti rétorque avec humour que si la référence était avérée, il aurait plutôt nommé son opéra Angiolona, ossia La civerreria in trionfo (Le triomphe de la coquetterie). Angelina serait ainsi une déformation d'Angiolina, "petit ange" en italien.

### Dramma giocoso
Au début du siècle, Rossini triomphe avec Le Barbier de Séville, Le Turc en Italie ou encore L'Italienne à Alger, des opéra bouffe dans la lignée de la commedia dell'arte, caractérisés par un comique qui s'oppose à la vogue de l'opera seria et contredit le tragique qui lui est propre. La Cenerentola, ouvrage en demi-teinte qui ne privilégie pas un style par rapport à un autre, établit un pont entre ces deux formes lyriques en énonçant un sujet empli de pathétisme, mais dont l'issue se veut heureuse.

## Musique
L'écriture est de type bel canto, c'est-à-dire très ornée, démonstrative de grande virtuosité. Le rôle de Cenerentola demande une voix de contralto coloratura.
Un grand nombre d'ensembles ponctuent l'opéra, depuis le quatuor jusqu'au septuor, parfois soutenus par l'intervention du chœur, qui sont assez semblables, par exemple, à la fin du premier acte du Barbier de Séville ou à celui de L'Italienne à Alger, entre autres en ce qu'ils servent à traduire le désarroi des personnages qui ne comprennent pas l'évolution de l'intrigue. Le sextuor Parlar, pensar, vorrei, non so ("Parler, penser, je le voudrais, je ne le puis") du deuxième acte ressemble ainsi beaucoup tant dans les paroles de stupéfaction que dans la forme musicale au Fredda ed immobile, come una statua ("Immobile et froid comme une statue") du Barbier de Séville.
On remarque la fréquence d'utilisation significative d'un même procédé dans ces morceaux d'ensemble de La Cenerentola: les personnages s'introduisent dans la musique tour à tour au moyen d'un même motif musical, puis s'ensuit un grand crescendo tant au niveau de la nuance que du fait que de plus en plus de personnages chantent en même temps jusqu'à parvenir à un tutti qui matérialise l'ampleur du désarroi des protagonistes. En témoignent les exemples suivants :
- Après l'entrée d'Alidoro tenant le registre du Royaume dans l'acte I, Dandini chante une première fois le thème qui est repris par la Cenerentola et Don Magnifico en canon, puis Ramiro et Alidoro s'adjoignent aux trois premiers personnages. Leurs paroles disent : "On voit au visage de ceux-ci le tourbillon de leur cerveau qui flotte et qui doute incertain".
- Peu après, dans un allegro, Don Magnifico chante une phrase en triolet de croches que la Cenerentola reprend juste après sur d'autres paroles soutenue par un contre-sujet d'Alidoro, puis Dandini et Ramiro font leur entrée sur cette même phrase, tandis que les autres personnages poursuivent leurs interventions, conduisant à une certaine confusion.
- Après que la Cenerentola dévoile son visage au palais du prince, tous les personnages font leur entrée dans le morceau d'ensemble en chantant successivement la même phrase, mais ornée de diverses façons : Clorinde la chante la première, puis Ramiro la varie avec le rythme sextolet de triples-croches / double-croche, puis la Cenerentola la chante en triples-croches continuelles et enfin Dandini la varie en triolets de doubles-croches. Comme indiqué ci-dessus, les paroles de cet ensemble sont : "Parler, penser, je le voudrais, je ne le puis". Ci-dessous le début du thème introduit par Clorinde:

- Le sextuor de l'acte deux enfin, qui est le plus célèbre des ensembles de cet opéra, obéit au même principe. Dandini entre le premier, suivi par Ramiro avec exactement la même phrase tandis que Dandini développe un contre-sujet, s'y adjoignent successivement la Cenerentola, puis don Magnifico avec le thème repris cette fois à la quinte. Les paroles de cet ensemble sont "C'est un nœud inextricable", elles traduisent  encore une fois le désarroi des protagonistes, qui constitue un ressort comique fréquent chez Rossini. Ci-dessous le thème du canon de ce sextuor - l'effet "haché" du texte musical lui donne un ton comique  :

### Orchestration
| Instrumentation de La Cenerentola                                             |
| Cordes                                                                        |
| premiers violons, seconds violons, altos, violoncelles, contrebasses          |
| Bois                                                                          |
| 2 flûtes l'une jouant aussi le piccolo, 2 hautbois, 2 clarinettes, 2 bassons, |
| Cuivres                                                                       |
| 2 cors, 2 trompettes, 1 trombone                                              |
| Pour les récitatifs secs                                                      |
| 1 piano-forte, 1 violoncelle et 1 contrebasse (ad libitum)                    |

### Structure
Ouverture (tirée de La gazzetta)
Acte I
- Una volta c'era un re, canzone de Cenerentola
- Miei rampolli femminini, cavatina de Magnifico
- Un soave non so che, duetto de Ramiro et Cenerentola
- Come un'ape ne' giorni d'aprile, cavatina de Dandini
- Zitto zitto, piano piano, duetto de Ramiro et Dandini, puis quatuor avec Clorinda et Tisbe
- Mi par d'essere sognando, finale concertant

Acte II
- Sia qualunque delle figlie, aria de don Magnifico
- Sì, ritrovarla io giuro, aria de Ramiro
- Un segreto d'importanza, duo de Dandini et Magnifico
- Siete voi? - Questo è un nodo avviluppato, sextuor
- Nacqui all'affanno, rondo final de Cenerentola

## Adaptations
- Sextuor « Questo è un nodo avviluppato » de Stephan Palmer dans Opéra imaginaire (1993), série de courts métrages d'animation sur le thème de l'opéra.